# Omar Rekik
Omar Rekik (arabisch عمر رقيق, DMG ʿUmar Raqīq; * 20. Dezember 2001 in Helmond) ist ein tunesischer Fußballspieler.

## Karriere

### Klub
Er startete seine Karriere in der Jugend von Feyenoord, von wo er zur Saison 2012/13 in die von Manchester City wechselte. Von hier wiederum ging es dann weiter in die Jugend von PSV und nur eine Saison später in die von Olympique Marseille. Für die U17 ging er nach Deutschland zu Hertha BSC und ging hier auch in die U19 weiter über. Mit diesen wurde er später auch A-Junioren-Meister 2017/18. Danach ging er in die zweite Mannschaft über und absolvierte ein paar Partien in der Regionalliga Nordost. Anfang 2021 verließ er die Hertha schließlich und wechselt in die U23 bzw. U21 von Arsenal London. Von dort wurde er zur Saison 2022/23 an Sparta Rotterdam ausgeliehen, wo er am 1. Spieltag gegen den SC Heerenveen erstmals einen Profi-Einsatz bekam. Hier wurde er in der 78. Minute für Tobias Lauritsen eingewechselt. Im Januar 2023 wurde Rekik an Wigan Athletic ausgeliehen. Diese Leihe wurde im Anschluss an die Saison für ein weiteres Jahr verlängert.
In der Wintertransferperiode der Saison 2023/24 wurde Rekik an die Schweizer Super-League-Mannschaft Servette FC aus Genf ausgeliehen. Die Leihe wurde auf ein halbes Jahr festgelegt und eine Kaufoption für die Genfer eingebaut. Bei Servette erhielt er allerdings keine Spielberechtigung, da der Verein es versäumt hatte, Rekik ordnungsgemäß bis zum Stichtag zu registrieren, auch ein Einspruch vor dem CAS blieb erfolglos. Rekik löste seinen Vertrag bei Arsenal Ende August 2024 auf und war bis Jahresende vereinslos, Anfang 2025 wurde er vom slowenischen Klub NK Maribor verpflichtet.

### Nationalmannschaft
Seinen ersten Einsatz für die tunesischen A-Nationalmannschaft hatte er am 15. Juni 2021, bei einem 1:0-Freundschaftsspiel über Mali. Wo er in der 60. Minute für Ali Youssef eingewechselt wurde. Später war er auch im Kader der Mannschaft beim Afrika-Cup 2022, wo er einmal in der Gruppenphase und im Achtelfinale Spielzeit bekam.

## Privates
Sein älterer Bruder Karim Rekik ist ebenfalls Fußballprofi.